# Rugemuk
Rugemuk is een bestuurslaag in het regentschap Deli Serdang van de provincie Noord-Sumatra, Indonesië. Rugemuk telt 2421 inwoners (volkstelling 2010).